# Kim Gubser
Kim Gubser (ur. 17 maja 2000) – szwajcarski narciarz dowolny, specjalizujący się w slopestyle'u i Big Air, srebrny medalista mistrzostw świata.

## Kariera
Po raz pierwszy na arenie międzynarodowej pojawił się 30 października 2014 roku w ośrodku narciarskim Glacier 3000, gdzie w zawodach FIS zajął 16. miejsce w slopestyle'u. W 2018 roku zdobył złoty medal w tej konkurencji na mistrzostwach świata juniorów w Cardronie.
W Pucharze Świata zadebiutował 14 stycznia 2017 roku w Font-Romeu, gdzie zajął 53. miejsce w slopestyle'u. Pierwsze punkty zdobył dwa tygodnie później w Seiser Alm, zajmując 15. miejsce w tej samej konkurencji. W 2021 roku wywalczył brązowy medal w Big Air na mistrzostwach świata w Aspen. W zawodach tych wyprzedzili go tylko Oliwer Magnusson ze Szwecji i Kanadyjczyk Édouard Therriault.

## Osiągnięcia

### Igrzyska olimpijskie
| Miejsce | Dzień     | Rok  | Miejscowość | Konkurencja | Zwycięzca      |
| ------- | --------- | ---- | ----------- | ----------- | -------------- |
| 23.     | 9 lutego  | 2022 | Pekin       | Big air     | Birk Ruud      |
| 12.     | 16 lutego | 2022 | Pekin       | Slopestyle  | Alexander Hall |

### Mistrzostwa świata
| Miejsce | Dzień    | Rok  | Miejscowość | Konkurencja | Zwycięzca        |
| ------- | -------- | ---- | ----------- | ----------- | ---------------- |
| 32.     | 13 marca | 2021 | Aspen       | Slopestyle  | Andri Ragettli   |
| 2.      | 16 marca | 2021 | Aspen       | Bir Air     | Oliwer Magnusson |

### Puchar Świata

#### Miejsca w klasyfikacji generalnej
- sezon 2016/2017: 205.
- sezon 2017/2018: 224.
- sezon 2018/2019: 51.
- sezon 2019/2020: 128.

Od sezonu 2020/2021 klasyfikacja generalna została zastąpiona przez klasyfikację Park & Pipe (OPP), łączącą slopestyle, halfpipe oraz big air. 
- sezon 2020/2021: 12.
- sezon 2021/2022: 65.

#### Miejsca na podium w zawodach
Gubser nigdy nie stanął na podium zawodów PŚ.